# Fortaleza de Santa Cruz de Itamaracá
A Fortaleza de Santa Cruz de Itamaracá, mais conhecida como Forte Orange, é uma fortificação localizada na ilha de Itamaracá, no litoral do estado brasileiro de Pernambuco, 34 km ao norte do Recife. Trata-se do maior forte em pedra do Nordeste do país.
O local onde está situado o Forte Orange abrigou a Feitoria de Itamaracá, entreposto fortificado em que o lusitano Pero Capico — primeiro "Governador das Partes do Brasil" — construiu, no ano de 1516, o primeiro engenho de açúcar de que se tem notícia na América portuguesa.

## História

### Antecedentes: o forte neerlandês
Foi iniciado, a partir de maio de 1631, como uma fortificação de campanha, por forças neerlandesas, sob o comando de Steyn Callenfels, tendo recebido a denominação de Forte Orange, em homenagem à Casa de Orange-Nassau, que então governava os Países Baixos. O objetivo era a conquista da Vila da Conceição, atual Vila Velha, então defendida pelas forças de Salvador Pinheiro. No final da década de 1630, a primitiva fortaleza, em faxina e taipa, foi substituída por uma nova construção em alvenaria de pedra bruta.
O forte primitivo ficou guarnecido por um destacamento de 366 homens sob o comando do capitão polonês Crestofle d'Artischau Arciszewski. Este efetivo resistiu ao ataque das forças portuguesas sob o comando do conde de Bagnoli que, afinal derrotado (1632), retirou-se abandonando a sua artilharia: quatro peças de bronze trazidas do Arraial Velho do Bom Jesus. Após essa conquista (1633), o forte foi reparado e ampliado, sob o comando de Sigismund van Schoppe.

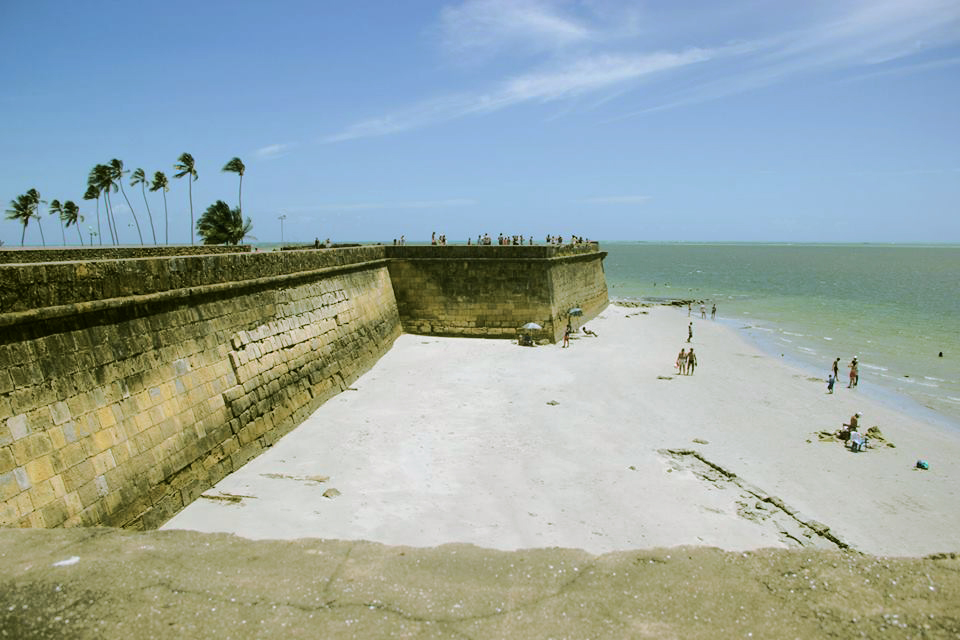
Parte externa da edificação.

Sobre esta estrutura, Maurício de Nassau reportou:
"(...) Dentro da barra [da ilha de Itamaracá] apresenta-se em primeiro lugar o forte Orange, situado sobre um baixo de areia separado de terra firme por uma angra, que é vadeável de baixa-mar. Este forte domina a entrada do porto, visto que como os navios que entram têm que passar por diante dele a tiro de arcabuz. É quadrado, com quatro baluartes [nos vértices], e ultimamente foi elevado e reparado, mas quase não tem fossos, nem estacada ou paliçada, o que é necessário que se faça, bem como convém aprofundar o fosso e cercar o lado exterior com uma contra-escarpa. Diante deste forte, do lado do Norte, por onde o inimigo pode se aproximar, há um hornaveque."
Essa descrição é complementada pela de van der Dussen, que lhe atribui duas companhias, com um efetivo de 182 homens:
"(...) o forte Orange, na entrada sul do canal, que é o principal porto da Ilha [de Itamaracá]. É um forte quadrangular com 4 baluartes, elevado, tendo em certo trecho um fosso, mas pouco profundo e seco; está cercado por uma forte estacada. Aí estão 12 peças, a saber: 6 de bronze e 6 de ferro. As de bronze são: 1 de 26 libras, 1 de 18 lb, 3 de 12 lb e 1 de 6 lb; as de ferro são: 2 de 5 lb e 4 de 4 lb."
BARLÉU (1974) transcreve a informação:
"(...) o [forte] de Orange, na boca meridional do porto. Tem quatro bastiões e é cercado de uma estacada, por falta de água nos fossos. Está armado de 12 canhões, 6 de bronze e 6 de ferro." Atribui-lhe o mesmo efetivo de 182 homens. Com relação à estacada, foi esta determinada por Nassau na iminência do ataque de uma frota espanhola ao nordeste holandês (c. 1639): "(...) Protegeu Maurício também o forte de Orange, na ilha de Itamaracá, cingindo-o de estacada (...)."

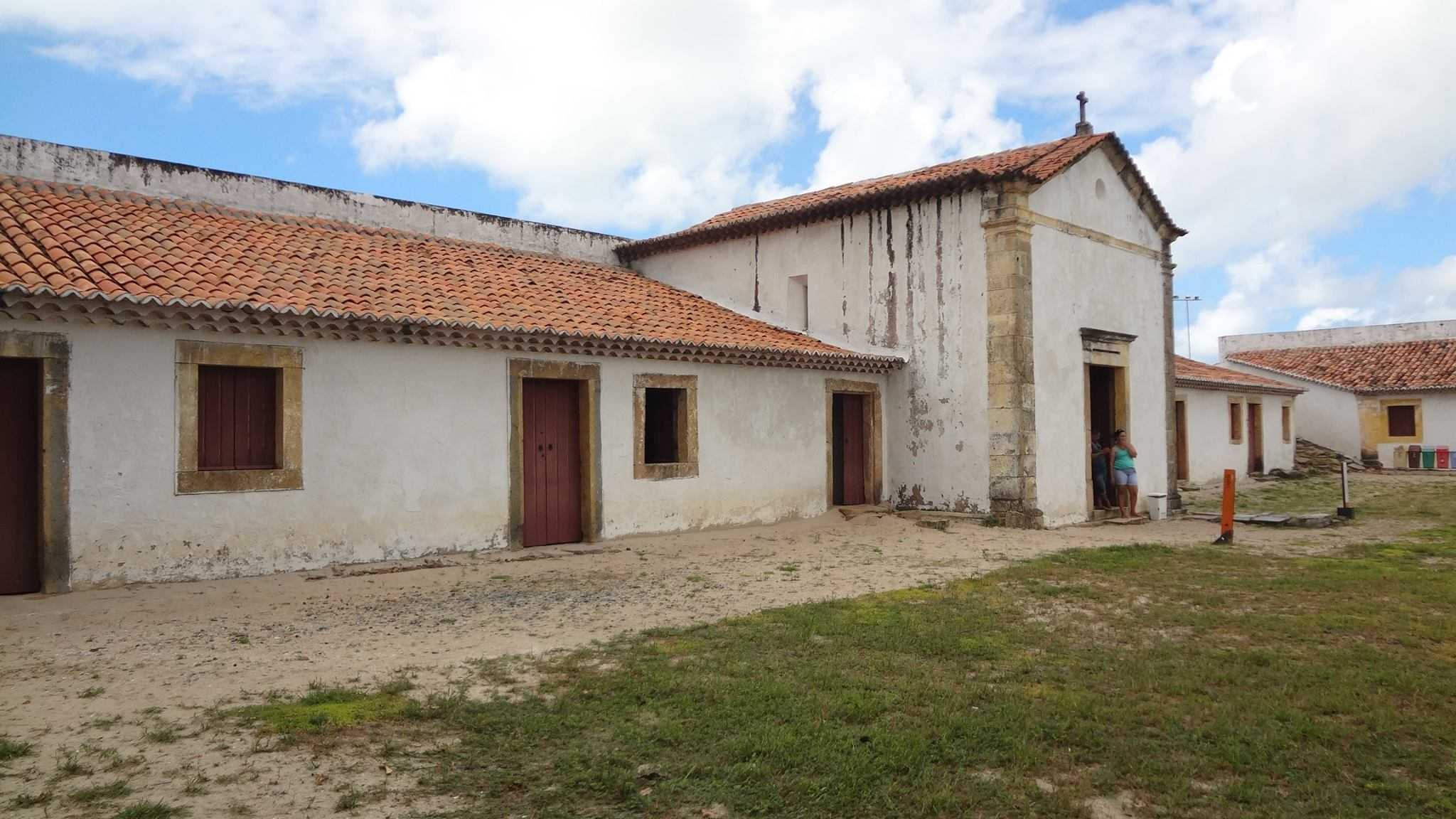
Capela da Fortaleza de Santa Cruz de Itamaracá.

Esta posição integrava o sistema defensivo da ilha composto, a sul pela vila Schoppe, diversos redutos e por um grande alojamento, e a norte pelo Fortim da Ponta de Catuama.
De acordo com BENTO (1971), quando da contra-ofensiva portuguesa à ilha da Itamaracá, em junho de 1646, pelas forças combinadas do Mestre-de-Campo André Vidal de Negreiros (1606-1680) e do Mestre-de-Campo João Fernandes Vieira (1602-1681), o Sargento-mor Antônio Dias Cardoso foi o encarregado de atacar e arrasar as fortificações holandesas, o que foi cumprido, apresando dezoito peças de artilharia, e organizando redutos fronteiros à ilha com algumas dessas peças.
Embora não esteja claro se este forte em particular foi conquistado ou não, na ocasião sofreu pesados estragos, tendo sido reconstruído a partir de 1649.

### O forte português

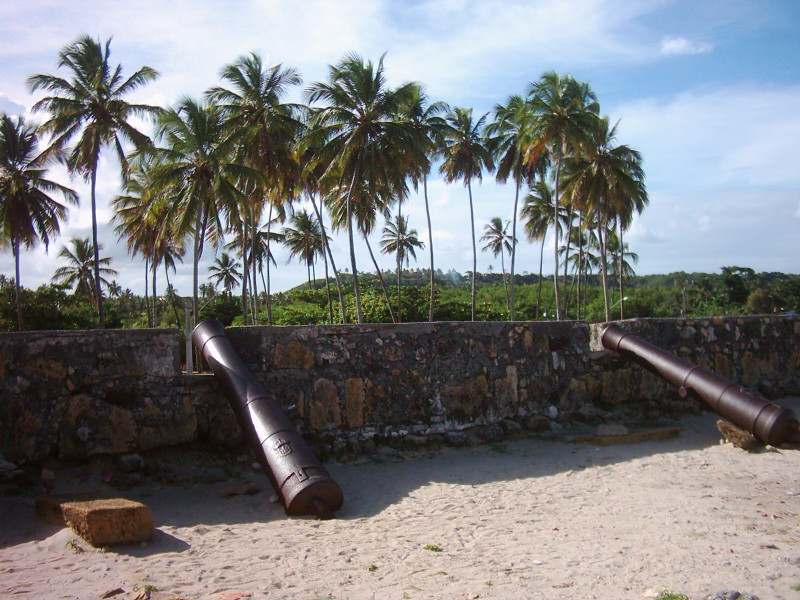
Canhões na Fortaleza de Santa Cruz de Itamaracá.

Após a capitulação holandesa em Recife (1654), o forte foi abandonado e subsequentemente ocupado pelas forças portuguesas sob o comando do Coronel Francisco de Figueiroa. Sobre a sua estrutura, a engenharia militar portuguesa ergueu o atual forte, sob a invocação da Santa Cruz: a Fortaleza de Santa Cruz de Itamaracá.
Apesar de sofrer reparos nos anos de 1696 - quando sua guarnição se compunha de um Sargento-mor, um Capitão, um Tenente, um Sargento, um Condestável, e duas companhias dos Terços do Recife, estando artilhado com vinte e cinco peças dos calibres de 20 a 12 -, e de 1777, em 1800, abandonado, encontrava-se em ruínas. Nova restauração foi providenciada em 1817, ano em que foi ocupado pelas forças do padre Tenório, no contexto da Revolução Pernambucana (1817). SOUZA (1885), à época (1885), atribuiu-lhe vinte e três peças, apontando-lhe a ruína.

### Os nossos dias
Tombado em 1938 pelo então Serviço do Patrimônio Histórico e Artístico Nacional, pequenas intervenções de consolidação foram efetuadas em 1966 e em 1973, época em que a ilha começou a se projetar enquanto balneário turístico. Em 1971, o Laboratório de Arqueologia da Universidade Federal de Pernambuco procedeu-lhe prospecção parcial, identificando os espaços da Cozinha, da Capela, dos Quartéis e dos Paióis, e recuperando diversos objetos de uso pessoal, munições e canhões de vários calibres. O Ministério do Exército iniciou-lhe reformas no início da década de 1980, passando a sua administração para a Prefeitura Municipal de Itamaracá (1984). É deste período que data o envolvimento do ex-presidiário e artesão José Amaro de Souza Filho com a guarda e manutenção autônomas do monumento, mediante a receita gerada pela venda de artesanato local, situação que perdurou até 1992. A partir de 1991, com a criação, por José Amaro, da Fundação Forte Orange, esta entidade passou a se encarregar da administração do forte, até 1998. Nesta altura, o imóvel foi retomado da Prefeitura sendo passado para o Ministério da Cultura (1998), que por sua vez o repassou para a Fundação de Apoio ao Desenvolvimento da Universidade Federal de Pernambuco - FADE/UFPE.

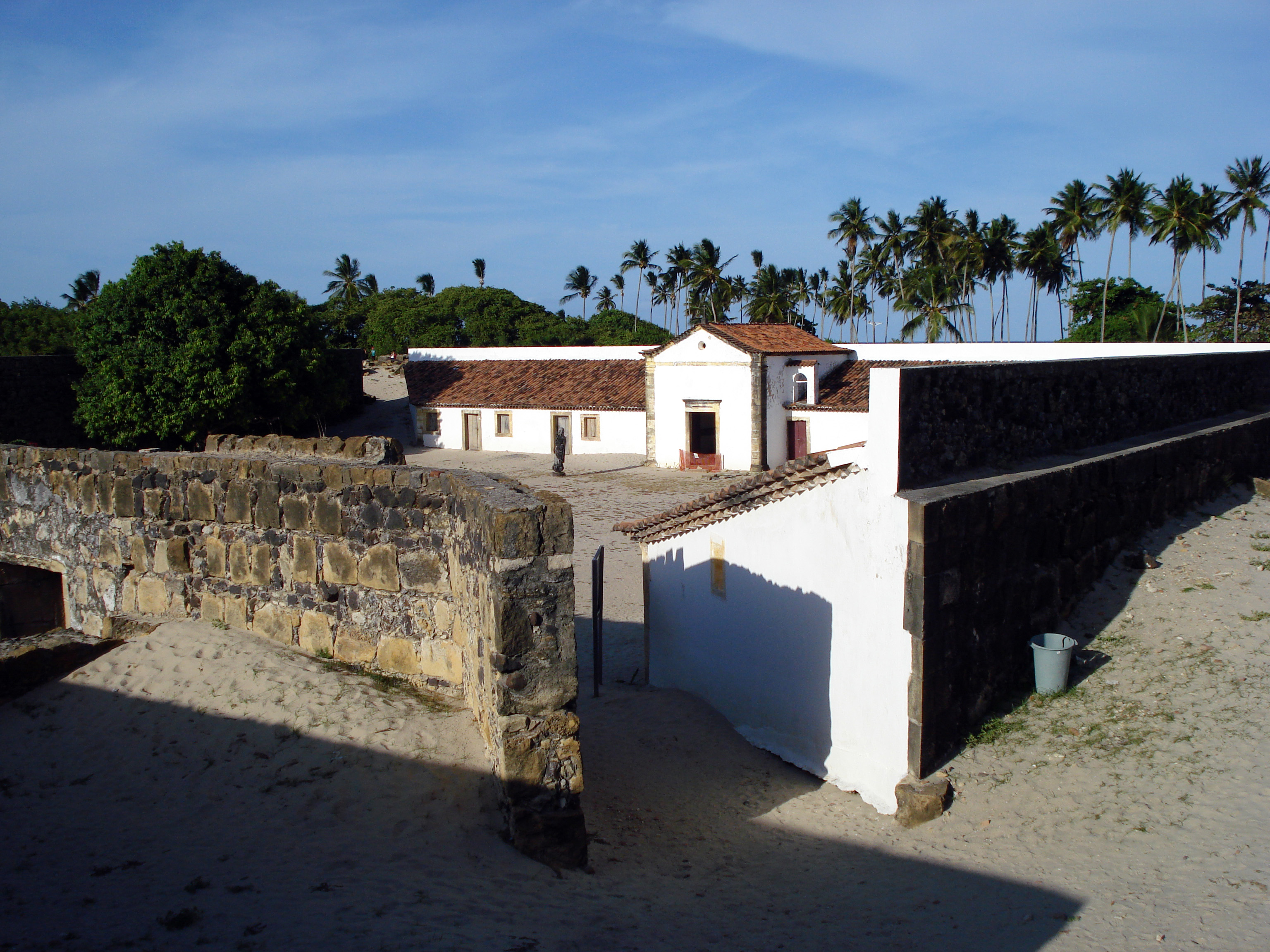
Fortaleza de Santa Cruz de Itamaracá: vista do interior.

A FADE, empresa privada sem fins lucrativos, a partir de 2000 coordenou o projeto de pesquisa arqueológica da UFPE (Projeto Forte Orange), com recursos da MOWIC Foundation, do Ministério das Relações Exteriores dos Países Baixos, do Ministério da Cultura do Brasil - através do IPHAN, e do Governo do Estado de Pernambuco.
De janeiro a março de 2002, e de outubro de 2002 a junho de 2003 duas novas campanhas de prospecção arqueológica tiveram lugar. Os trabalhos compreenderam ainda a construção de defesas contra o mar, com recursos da Prefeitura Municipal, bem como intervenções de restauro e a instalação de um Museu com os testemunhos arqueológicos encontrados nas escavações, com recursos do Governo do Estado de Pernambuco e do IPHAN. Em 2010, uma nova campanha, também sob a responsabilidade do Laboratório de Arqueologia da UFPE, pesquisou o espaço da praça de armas, identificando o primitivo portão de armas e a casa de pólvora.
O forte esteve fechado durante oito anos para reformas, que foram estimadas em 11 milhões de reais. No final de julho de 2018 foi reaberto para visitações.

## Características

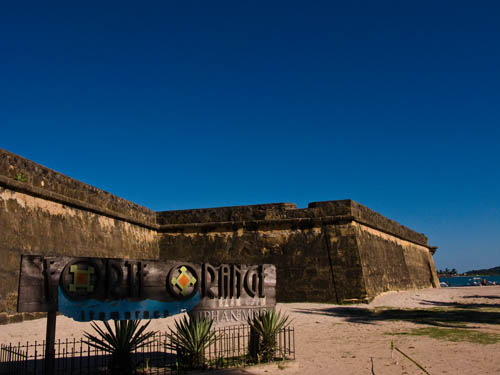
Letreiro na entrada do forte.

Embora historiograficamente se considere que a engenharia militar portuguesa apenas realizou trabalhos de reforma e ampliação da praça neerlandesa, como por exemplo revestindo com alvenaria de pedra a primitiva muralha de terra, a pesquisa arqueológica constatou que efetivamente se trata de duas estruturas diferentes. Embora com estrutura similar, o atual forte apresenta maiores dimensões, com as dependências internas justapostas à contramuralha (a parede interna da fortificação), ao contrário da primitiva estrutura, onde se encontravam separadas. O portão de armas neerlandês, erguido em alvenaria de tijolos trazidos dos Países Baixos, era voltado para o canal de Santa Cruz, sendo entaipado por um muro de pedra pelos portugueses que, entretanto, rasgaram o atual voltado para terra. Em alvenaria de pedra de calcário e cal, o atual forte apresenta planta na forma de um polígono quadrangular regular com baluartes pentagonais nos vértices no sistema Vauban, guaritas de cantaria, portão armoriado, além de quartéis para a tropa, Casa de Comando e paióis ao abrigo das muralhas, envolvendo o terrapleno.